# Fulque II de Anjou
Fulque II de Anjou "O Bom" (900 — 11 de Novembro de 958) foi Conde de Anjou e Toulouse, tendo estado no poder desde 941 até 958, ano da sua morte. Era descendente da Casa de Ingelger.

## Relações Familiares
Foi filho de Fulco I de Anjou (870 — 941) e de Rosela de Loches.
Casou em 937 com Gerberge do Maine (915 —?), filha de Herveu da Bretanha e de Godilda do Maine de quem teve: 
1. Godofredo I de Anjou "o manto cinzento", conde de Anjou (940 — 27 de fevereiro de 987) casado por duas vezes, a primeira com Adelaide de Vermandois, senhora de Donzy, filha de Roberto I de Vermandois e a segunda com Adelaide da Borgonha.
2. Bucardo II de Vendôme (940 —?) casado com Isabel.
3. Guido de Anjou, Bispo de Puy (? — 995).
4. Drogo de Anjou, Bispo de Puy (? — 998).
5. Humberto de Anjou.
6. Adelaide Branca de Anjou (955 —?) que foi casada por cinco vezes. A primeira com Estevão de Brioude; a segunda com Raimundo IV de Toulouse; a terceira, em 982 com Luís V de França, de quem se divorciou em 984; a quarta com Guilherme I da Provença; e a quinta com Otão-Guilherme da Borgonha, conde de Mâcon e Nevers.
7. Arsenda de Anjou (930 —?) casada com Guilherme III da Provença, conde da Provença.